# Fricke-Gruppe
Die Fricke Gruppe ist eine Unternehmensgruppe aus dem niedersächsischen Heeslingen. Die Tätigkeitsbereiche von Fricke umfassen Landmaschinenhandel, Entwicklung, Produktion und Vertrieb von Landtechnik, Nutzfahrzeughandel, Handel mit Ersatzteilen und Zubehör, Kommunal- und Gartentechnik sowie Handel mit Nutzfahrzeugersatzteilen und Fahrzeugbaukomponenten.
Zur Fricke Gruppe gehören weltweit 107 Standorte in 28 Ländern. Noch heute ist das Unternehmen in Familienhand.

## Geschichte
Der Schmiedemeister Dietrich Fricke gründete 1923 das Unternehmen in Heeslingen und bezog ein Jahr später die erste Werkstatt. 1933 wurden die ersten fünf Mitarbeiter eingestellt. Mit einer 240 Quadratmeter großen Halle baute das Unternehmen 1948 seine Kapazitäten aus, und Dietrich Fricke erweiterte sein Geschäft: Fortan gehörten Landmaschinen und Schlepper zum Angebot.
Nach dem Tod Dietrich Frickes übernahm 1953 sein damals 23-jähriger Sohn, Wilhelm Fricke, den Betrieb. 1958 verkaufte Wilhelm Fricke die ersten Claas-Mähdrescher, die die alten Mähbinder und Dreschmaschinen ablösten. Zudem erschloss Fricke mit Venezuela einen neuen Absatzmarkt für Mähbinder in Südamerika. 1959 erfolgte der Umzug auf das heutige Firmengelände in Heeslingen. Auf dem bereits im Vorjahr erworbenen, 6000 Quadratmeter großen Grundstück fanden zunächst nur eine Werkstatt, ein Ersatzteillager und ein Büro Platz.
Nachdem 1972 die Hanomag Schlepperproduktion eingestellt worden war, kaufte die Fricke-Gruppe große Mengen von Ersatzteilen aus der ausgelaufenen Hanomag-Produktion auf. Durch die Hanomag-Ersatzteile erweiterte das Unternehmen sein Sortiment und erlangte weltweite Absatzchancen. Später fertigte Fricke die gewünschten Teile auch in Kleinserien nach. Mit Beginn des Jahres 1973 vergab die Gruppe Produktionsaufträge für einfache Geräte wie Wiesenwalzen an polnische Firmen.
Nach dem Fall der Berliner Mauer 1989 übernahm Fricke in Wotenick bei Demmin eine ehemalige LPG-Werkstatt mit sechs Monteuren. Ein Jahr später gründete die Fricke-Gruppe die Fricke Landtechnik GmbH.
1992 zog sich Wilhelm Fricke aus dem aktiven Geschäftsleben zurück. Die Firmenleitung wurde auf seinen Sohn Hans-Peter Fricke und auf Holger Wachholtz als weiteren Geschäftsführer übertragen.
Mit der Übernahme der DAF- und Fiat-Lkw-Vertretung erweiterte die Fricke Gruppe 1993 ihr Portfolio zusätzlich um Nutzfahrzeuge und Transporter.
Seit 2001 baute Fricke den Handel mit Granit-Ersatzteilen aus und errichtete Niederlassungen in den Niederlanden, Belgien, Frankreich, Spanien, der Schweiz, Österreich, Italien, Tschechien und der Slowakei, Rumänien, Ungarn, Polen, Schweden, Norwegen, Dänemark, Großbritannien, Nordamerika, Estland, Lettland und Litauen. In China, Indien, Taiwan und der Türkei besitzt das Unternehmen zudem eigene Einkaufsbüros und ist in 15 weiteren Ländern aktiv.
2013 wurde das Bremer Traditionsunternehmen Hofmeister & Meincke ein Teil der Fricke Gruppe.
2019 gründete die Fricke Gruppe zusammen mit Jungheinrich das Joint Venture Trex.Parts, einen Händler für Gabelstapler-Ersatzteile.
Als Teil der FRICKE Gruppe ist die Gartenland GmbH als Großhändler für Garten-, Kommunal- und Landtechnik tätig. Zum 1. Januar 2022 benannte sich das Unternehmen in FORAS GmbH um.
2023 feierte die Heeslinger Unternehmensgruppe ihr 100-jähriges Bestehen.
Heute sind in der Fricke Gruppe nach eigenen Angaben über 3800 Vollzeitmitarbeitende, davon 308 Auszubildende, an 107 Standorten in 28 Ländern beschäftigt.
Außerdem arbeitet die Fricke Gruppe mittlerweile mit mehreren Partnerunternehmen zusammen. Dazu gehören die Ilgenfritz Mechatronics GmbH als Reparaturpartner, die Grammer AG als Vertriebspartner und die Robert Bosch GmbH als Vertriebspartner.

## Unternehmensbereiche
Zur Unternehmensgruppe gehören:
| Unternehmen               | Angebote                                                             | Kunden | Standorte |
| ------------------------- | -------------------------------------------------------------------- | --- | --- |
| Fricke Landmaschinen      | Neu- und Gebrauchtmaschinen                                          | Landwirte, Lohnunternehmer | Deutschland: Heeslingen, Gyhum Bockel, Winsen/Luhe, Harsefeld, Lamstedt, Soltau, Steimbke, Sulingen, Dauelsen/Verden, Demmin, Martensdorf, Züssow, Gustow, Neubrandenburg, Mühlengeez, Kritzkow, Teterow, Reddelich; Polen: Mragowo                                           |
| Fricke Nutzfahrzeuge      | DAF Nutzfahrzeuge, Fiat Transporter, neu und gebraucht               | | Deutschland: Heeslingen, Bremerhaven, Bad Fallingbostel, Neumünster |
| Granit Parts              | Landtechnische Ersatzteile, Zubehör und Komponenten                  | Landmaschinenhändler, Baumaschinenhändler, Motoristen, Industrie                                                                        | Deutschland: Heeslingen, Hamminkeln, Hövelhof, Hemmoor; Belgien, Dänemark, Deutschland, England, Frankreich, Indien, Irland, Italien, Niederlande, Norwegen, Österreich, Polen, Rumänien, Schweden, Schweiz, Shanghai, Spanien, Tschechische Republik, Taiwan, Türkei, Ungarn |
| Saphir Maschinenbau       | Entwicklung, Produktion und Vertrieb von Landtechnik                 | Landmaschinenhändler | Deutschland: Bockel |
| FORAS, ehemals Gartenland | Großhändler für Motoristen, Kommunaltechnik und Landmaschinenhändler | Motoristen, Kommunaltechnik und Landmaschinenhändler                                                                                    | Deutschland: Zeven, Schleswig, Lamstedt, Norderstedt |
| Hofmeister & Meincke      | Nutzfahrzeugteile, Fahrzeugbausysteme und -komponenten               | NFZ-Werkstätten, Speditionen & Fuhrunternehmen, Kommunalbetriebe, Handelsunternehmen, Fahrzeugbaubetriebe, Metallverarbeitende Betriebe | Deutschland: Bremen, Bielefeld, Bremerhaven, Güstrow, Haan, Hamburg, Hemau, Hockenheim, Kesselsdorf, Koblenz, Köln, Ludwigsfelde, Magdeburg, Oldenburg, Stendal, Stockelsdorf, Weyhe; Tschechische Republik: Usti nad Labem                                                   |

## Belege
1. 1 2  Unternehmensstruktur (Memento vom 20. Oktober 2011 im Internet Archive)
2. ↑  Katrin Grahner: FRICKE. In: fricke.de. FRICKE Group SE & Co. KG, Juni 2025, abgerufen am 10. Juni 2025 (Die FRICKE Gruppe ist in den vergangenen Monaten noch einmal deutlich gewachsen, daher die Anpassung der Standorte und Mitarbeiterzahl.).
3. ↑  Standorte
4. 1 2 3  Geschichte der Fricke-Gruppe, abgerufen am 25. Dezember 2016
5. ↑  Maschinen bis nach Venezuela geliefert (Memento vom 20. Oktober 2011 im Internet Archive) In: Zevener Zeitung, 10. August 2009
6. ↑  Website Trex.Parts GmbH & Co. KG. In: Trex.Parts. Abgerufen am 31. März 2020.
7. ↑  Ilgenfritz - Strategische Zusammenarbeit wird weiter ausgebaut - Willkommen in einem motivierten und dynamischen Team. 28. Juni 2023, abgerufen am 19. Januar 2024.
8. ↑  News | FRICKE. Abgerufen am 19. Januar 2024.
9. ↑  Website Fricke Landmaschinen GmbH. In: Fricke Landmaschinen. Abgerufen am 8. November 2016.
10. ↑  Website Fricke Nutzfahrzeuge GmbH. In: Fricke Nutzfahrzeuge. Abgerufen am 8. November 2016.
11. ↑  GRANIT Webshop. In: www.granit-parts.com. Abgerufen am 8. November 2016.
12. ↑  Website SAPHIR Maschinenbau GmbH. In: www.saphir-maschinenbau.de. Abgerufen am 8. November 2016.
13. ↑  Website Gartenland GmbH. In: www.gartenland.de. Abgerufen am 8. November 2016.
14. ↑  Website Hofmeister & Meincke GmbH. In: www.hofmei.de. Abgerufen am 8. November 2016.